# 振動回転スペクトル

線形分子における振動回転エネルギー準位図

振動回転スペクトルとは、分子の振動スペクトルと回転スペクトルから構成されるスペクトルのこと。
分子に近赤外光を照射すると、振動遷移と回転遷移が起こる。振動遷移のエネルギーは1eV以下で、回転遷移のエネルギーはさらにそれより一桁以上小さい。
１つの振動バンドに数多くの回転バンドが付随して現れる。
遷移前後での回転量子数Jの変化によって、バンドは様々な呼ばれ方をする。
- O枝：⊿J＝-2（四極子遷移とラマン効果で許容）
- P枝：⊿J＝-1（双極子遷移で許容）
- Q枝：⊿J＝0（双極子遷移で許容）
- R枝：⊿J＝+1（双極子遷移で許容）
- S枝：⊿J＝+2（四極子遷移とラマンで許容）